# Stazione di Komatsukawa
La stazione di Komatsukawa (小松川駅?, Komatsukawa-eki) è una fermata ferroviaria della città di Yokote, nella prefettura di Akita della regione del Tōhoku, servita dai treni locali della linea Kitakami.

## Linee
East Japan Railway Company
■ Linea Kitakami

## Struttura
La fermata è priva di fabbricato viaggiatore, e dispone di un semplice marciapiede servente un unico binario passante, utilizzato per entrambe le direzioni di marcia.

## Stazioni adiacenti
| «              | Servizio       | »              |
| Linea Kitakami | Linea Kitakami | Linea Kitakami |
| -------------- | -------------- | -------------- |
| Kurosawa       | Locale, Rapido | Ainono         |